# Antonin de Selliers de Moranville
El cavaller Antonin de Selliers de Moranville (Saint-Josse-ten-Noode 1852 – Ixelles 1945) va ser un militar belga.
El 25 de maig de 1914 va ser nomenat Cap de l'Estat Major de l'exèrcit belga, que controlava en el moment de la invasió alemanya de Bèlgica a l'agost de 1914.